# 30440 Larry
30440 Larry este un asteroid din centura principală de asteroizi.

## Descriere
30440 Larry este un asteroid din centura principală de asteroizi. A fost descoperit pe 22 iunie 2000 la Reedy Creek de John Broughton. El prezintă o orbită caracterizată de o semiaxă mare de 3,00 ua, o excentricitate de 0,20 și o înclinație de 1,4° în raport cu ecliptica.